# Народна казка

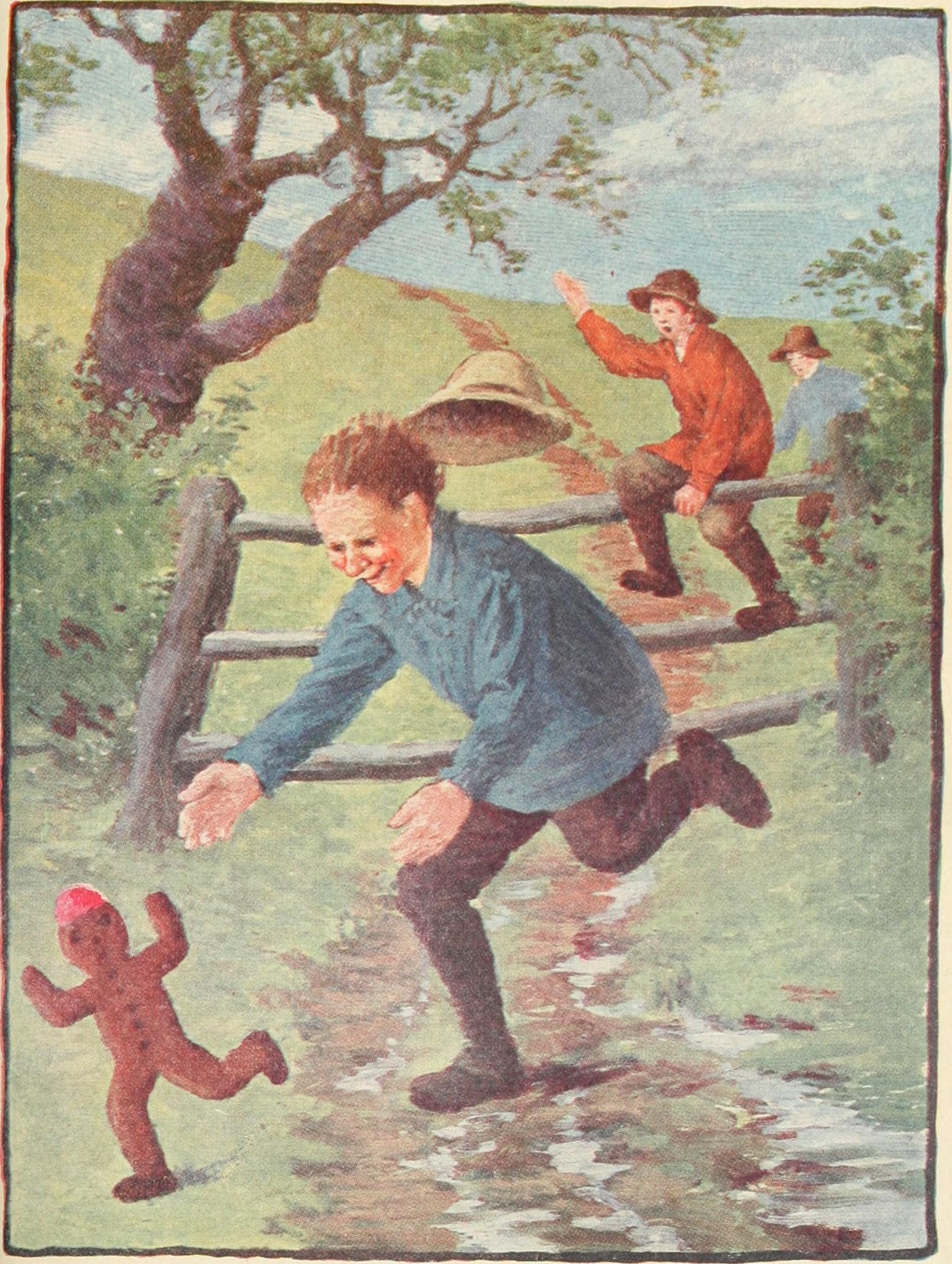
Ілюстрація до англійської народної казки «Пряничний чоловічок»

Народна казка — жанр фольклору, казка, що виникає та побутує в народному середовищі. Її головними особливостями є наявність традиційних мотивів, персонажів, словесних виразів, та відсутність достеменно відомого автора. Народна казка є історичною попередницею літературної казки та часто слугує основою для неї.

## Характерні особливості
Народна казка зазвичай існує в усній прозовій формі та передається від старшого покоління молодшому. В ній відображені світогляд, морально-етичні та естетичні принципи, цінності та спосіб життя народу. Народна казка має провідні мотиви (напр. обдурення лиходія, визволення нареченої), усталених персонажів (напр. троє синів, царевич), зачини й кінцівки (напр. «Жили собі дід та баба…», «…жили-поживали та добра наживали»), епітети (напр. красна дівиця, добрий молодець). Її мова повсякденна, без розгорнутих описів, неологізмів. Інколи в казці наявні традиційні вислови, що поєднують одну віддалену подію з іншою (такі як «швидко казка мовиться, та не швидко діло робиться»). Більшість казок народів світу подібні, в той же час мають місцеві особливості, а також відображають індивідуальні риси виконавця. Народна казка має як розважальну, так і дидактичну функції.
Оповідь в народній казці ведеться через опис конфлікту, який спонукає її героя до дій. Персонажі мають сталі функції, що повторюються з казки до казки (шукач мети, дарувальник, викрадач тощо). Вони розкриваються більше через мову та вчинки, а не вигляд. При цьому казкові персонажі мають виражену соціальну орієнтованість, в них завжди впізнаються представники професій, верств людського суспільства. Час дії народної казки умовно минулий, його, як і місце, неможливо точно встановити.

## Походження народних казок
Народна казка близька до міфу та часто вважається похідною від нього. За поширеним уявленням казки — це колишні міфи, що внаслідок згасання чи знищення панівного культу втратили своє священне значення та підтвердження в ритуалах. Як наслідок віра в істинність таких міфів зникає, а на зміну їм приходять нові міфи. Стаючи казкою, міф використовується з розважальною чи дидактичною метою, втрачає етнографічну конкретність, міфічних героїв заміняють звичайні люди, міфічний час — казково-невизначений, зникає пояснювальність, колективні проблеми, відображені в міфі, стають в казці особистими.
За іншою версією, міф і казка мають від початку різні функції та виникають паралельно один до одного. Функція міфу полягає в поясненні влаштування світу, описі його походження та появи відомих тепер назв, звичаїв, предметів тощо. Функція ж казки полягає в соціалізації людини під час обрядів ініціації, коли людина переходить з одного статусу в інший (дитина — доросла, неодружена — одружена). Казка або розігрувалася при ініціації, або розповідалася перед нею з метою повідомити необхідні для її проходження знання та привити бажані цінності. Тому казковий герой отримує допомогу від помічників і порадників, які представляють старших членів племені, повинен виявляти силу, кмітливість, знання певних звичаїв, щоб здолати перешкоди. При ініціації перешкоди й загрози зображаються символічно чи просто називаються, а в казці можуть виглядати як фантастичні істоти, землі, з якими допомагає справитися магія. Часом казковий герой гине чи зазнає каліцтв і воскресає чи зцілюється, при цьому ініціат «помирає» в одному статусі та «народжується» в іншому.